# Jesse Hutch
Jesse Hutchakowski, dit Jesse James Hutch, est un acteur canadien, né le 12 février 1981 en Alberta. Il se fait connaître grâce aux séries télévisées telles que About a Girl, Arrow, au téléfilm Termination Point et au film Freddy contre Jason.

## Biographie
Jesse Hutchakowski naît le 12 février 1981, en Alberta. Il grandit dans de différents endroits au Canada. Il suit un programme d'éducation en plein air au Collège Algonquin. Tout au long de ses études secondaires, il pratique les loisirs en plein air : le rafting (professeur pendant 4 ans), le kayak en eaux vives, l'escalade libre et le vélo de montagne. Souvent, ces passe-temps ont été enregistrés sur vidéo et transformés en courts métrages[réf. nécessaire].
Depuis 2009, il est marié à Loreili Hutch. Ils ont trois enfants

## Filmographie

### Cinéma

#### Longs métrages
- 2002 : Freddy contre Jason (Freddy vs. Jason) de Ronny Yu : Trey
- 2004 : L'Effet papillon (The Butterfly Effect) d'Eric Bress et J. Mackye Gruber : Spencer
- 2004 : Have You Heard? Secret Central de Ron Oliver (vidéo)
- 2006 : Air Force 2 (In Her Line of Fire) de Brian Trenchard-Smith : Rosen
- 2006 : Le Repaire des ténèbres (The Tooth Fairy) de Chuck Bowman : Bobby Boulet
- 2009 : Un homme dangereux (A Dangerous Man) de Keoni Waxman : Sergey (vidéo)
- 2013 : 12 Rounds 2: Reloaded de Roel Reiné : un des SWAT
- 2014 : Une virée en enfer 3 (Joy Ride 3: Road Kill) de Declan O'Brien : Jordan Wells (vidéo)
- 2020 : Coffee & Kareem de Michael Dowse : le terminator franco-canadien (non crédité)
- 2020 : Torn: Dark Bullets de Dan Rizzuto : le policier Saks

#### Courts métrages
- 2010 : The Islands de Cory MacLean : Mike
- 2012 : Diaper Run de Brandon Reed
- 2018 : Tiramisu de Matt Wells : Martin
- 2018 : Two Graves d'Andrew Gerard Henderson : le père
- 2018 : Perilaxis de Josh Havelka : Rhett
- 2018 : Line of Fire de Michael Johnston
- 2019 : Giltrude's Dwelling de Jeremy Lutter : Lowir

### Télévision

#### Téléfilms
- 2005 : Behind the Camera: The Unauthorized Story of Mork & Mindy de Neill Fearnley : le fan taré
- 2006 : Fallen - Le Néphilim (Fallen) de Mikael Salomon : Peter Lockhart
- 2007 : Termination Point de Jason Bourque : Mark
- 2007 : Nightmare de Terry Ingram : Gavin
- 2007 : A.M.P.E.D. de Robert Lieberman et Frank Spotnitz : Anthony Bring
- 2010 : Au bénéfice du doute (A Trace of Danger) de Terry Ingram : Kenneth
- 2011 : Maman par intérim (Three Weeks, Three Kids) de Mark Jean : Quinn Richards
- 2011 : A Mile in His Shoes de William Dear : George « Lefty » Rogers
- 2011 : Insoupçonnable (Hunt for the I-5 Killer) d'Allan Kroeker : Eddie
- 2012 : L'Amour en 8 leçons (How to Fall in Love) de Mark Griffiths : Matt Schneider
- 2013 : Un millier de flocons (Let It Snow) de Harvey Frost : Brady Lewis
- 2014 : À la recherche de l'homme idéal (My Boyfriends' Dogs) de Terry Ingram : Wade
- 2015 : Coup de Foudre à Harvest Moon (Harvest Moon) de Peter DeLuise : Brett Jarrett
- 2015 : Profession Père Noël (Becoming Santa) de Christie Will Wolf : Connor
- 2017 : Coup de foudre et Quiproquos (Love's Last Resort) de Brian Herzlinger : Eric
- 2017 : Prise au piège dans ma maison (Tiny House of Terror) de Paul Shapiro : Kyle
- 2017 : Robert Durst a-t-il tué sa femme ? (The Lost Wife of Robert Durst) de Yves Simoneau : Henry Luttman
- 2017 : Le Fiancé de glace (Snowmance) de Douglas Mitchell : Cole
- 2018 : Alerte enlèvement : ma fille a disparu ! (Gone: My Daughter) de Jeff Beesley : Jake
- 2018 : Mon fils sous emprise (Pretty Little Stalker) de Sam Irvin : Harry
- 2019 : Les Mystérieux Fiancés de Noël (A Very Vintage Christmas) de Paul A. Kaufman : Ed Willoughby
- 2020 : Romance incognito (My Birthday Romance) de Heather Hawthorn Doyle : Will
- 2020 : Noël au château (Chateau Christmas) de Michael Robison : Adam Johnson
- 2020 : Un hôtel pour deux à Noël (Inn for Christmas) de Jesse D. Ikeman : Lucas
- 2021 : Comme une envie de romance (Making Something Great) de Robert Lieberman : Tom Billings
- 2021 : Le Doux Parfum de l'amour (Love, Bubbles and Cristal Cove) de Nicole G. Leier : Gavin
- 2021 : Cœurs en chocolat (For the Love of Chocolate) de Nicole G. Leier : Rhett
- 2022 : Il faut sauver la boutique de Noël ( Christmas in Toyland) de Bill Corcoran
- 2022 : Romance à la ferme : Joe Benneth
- 2022 : Coup de foudre à l'auberge de Noël (B&B Merry) de Paula Elle : Graham Cooper

#### Séries télévisées
- 2001 : Dark Angel : le gosse du ruisseau (saison 2, épisode 8 : Gill Girl)
- 2002 : En quête de justice (Just Cause) : Matt Simmons (saison 1, épisode 20 : The Last to Know)
- 2002 : Disparition (Taken) : un soldat (mini-série ; saison 1, épisode 5 : Maintenance)
- 2002-2004 : Mes plus belles années (American Dreams) : Jimmy Riley (10 épisodes)
- 2002 : Smallville : Troy Turner (2 épisodes)
- 2003 : Peacemakers : Kevin Taylor (saison 1, épisode 6 : The Perfect Crime)
- 2004 : Tru Calling : Compte à rebours (Tru Calling) : Ronny Clifton (saison 1, épisode 10 : Reunion)
- 2004 : Les 4400 (The 4400) : Brad Rossi (saison 1, épisode 1 : Pilot: Part 2)
- 2005 : Smallville : Billy Durden (saison 4, épisode 18 : Spirit)
- 2006 : Romeo! : Cory Deiter (saison 3, épisode 3 : Fraternity Ro)
- 2007-2008 : About a Girl : Jason (13 épisodes)
- 2009 : Kyle XY : Nate Harrison (5 épisodes)
- 2010 : V : Trevor (saison 1, épisode 6 : Pound of Flesh)
- 2011 : Hellcats : Keith Allan (saison 1, épisode 15 : God Must Have My Fortune Laid Away)
- 2011-2012 : Heartland : Bryce (2 épisodes)
- 2012 : Once Upon A Time : Peter (saison 1, épisode 15 : Red-Handed)
- 2012 :  True Justice : Johnny Garcia (13 épisodes)
- 2013 : The Dark Corner : Cliff Rosten (mini-série ; 2 épisodes)
- 2013-2014 : Arrow : un agent (6 épisodes)
- 2013-2020 : Supernatural : Brad / Crewcut (2 épisodes)
- 2014 : Almost Human : Jake Bellman (saison 1, épisode 12 : Beholder)
- 2014-2015 : Retour à Cedar Cove (Cedar Cove) : Luke Bailey (20 épisodes)
- 2015 : Motive : Blair Morton (saison 3, épisode 5 : The Suicide Tree)
- 2016 : Dead of Summer : Fred Willingham (saison 1, épisode 6 : The Dharma Bums)
- 2016-2017 : Stake Out : Dude (5 épisodes)
- 2018 : The Crossing (saison 1, épisode 2 : A Shadow Out of Time)
- 2018 : Take Two, enquêtes en duo (Take Two) : Stephen Carter (saison 1, épisode 3 : Taken)
- 2019 : Hudson et Rex : Thomas Fox (saison 1, épisode 10 : Art of Darkness)
- 2019 : Les 100 (The 100) : le gérant de COG (saison 6, épisode 9 : What You Take with You)
- 2019 : Wu Assassins : l'inspecteur Boyd (saison 1, épisode 8 : Ladies' Night)
- 2019 : Le Maître du Haut Château (The Man in the High Castle) : l'agent d'ARBI (saison 4, épisode 9 : For Want of a Nail)
- 2020 : Projet Blue Book : Rex Chapman (saison 2, épisode 7 : Curse of the Skinwalker)
- depuis 2020 : Batwoman : l'agent Russell Tavaroff (10 épisodes)
- 2021 : Gabby Duran, baby-sitter d'extraterrestres (Gabby Duran and the Unsittables) : le maraudeur #2 (saison 2, épisode 19 : Magic Hours)